# Festival estonien de la Chanson
 (mars 2012).

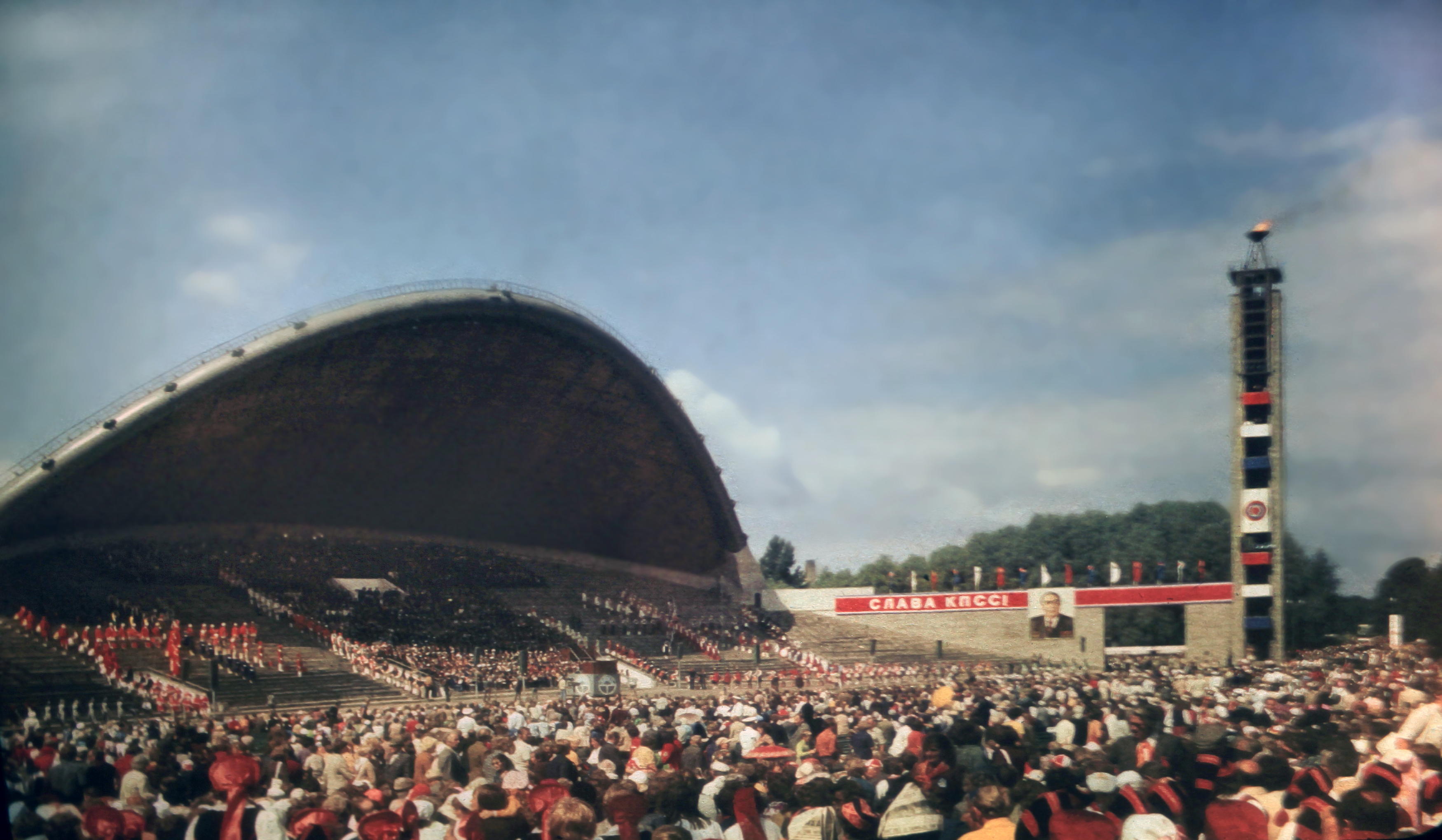
XIXe Festival estonien de la Chanson à Tallinn (1980)

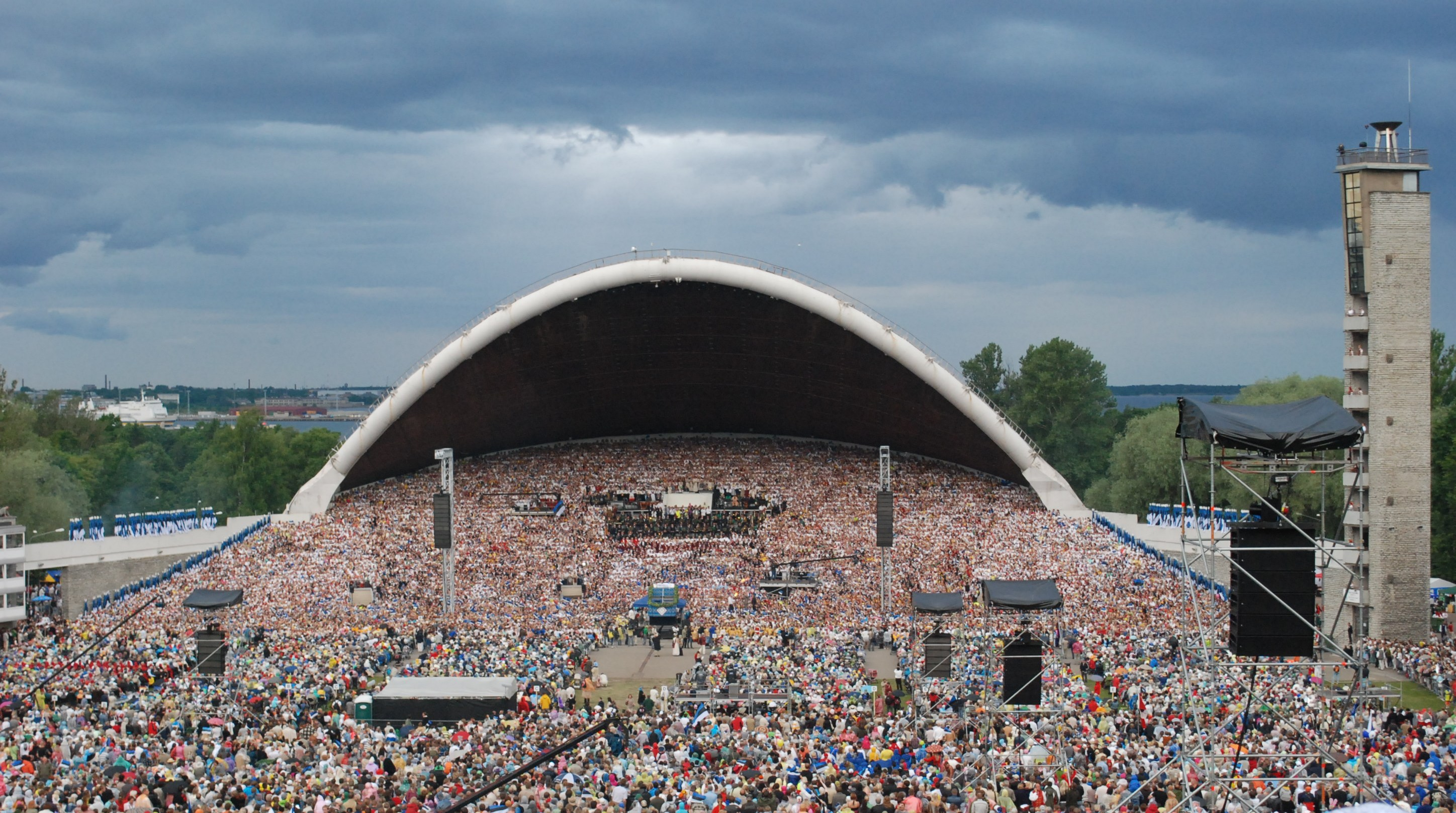
Ouverture du XXVe Festival estonien de la Chanson à Tallinn (2009)

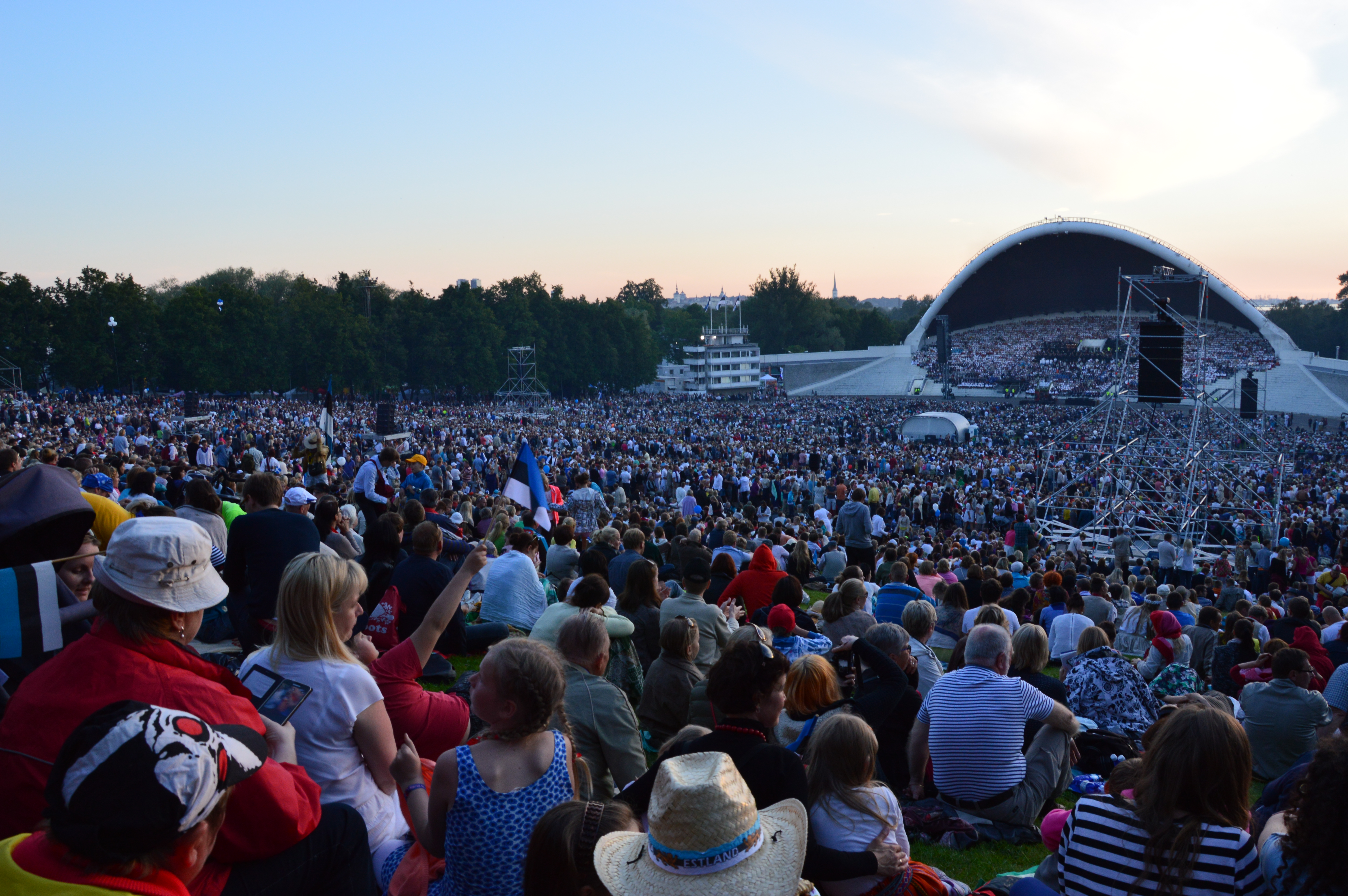
XXVIe Festival estonien de la Chanson à Tallinn (2014)

Le festival estonien de la Chanson (en estonien : üldlaulupidu) est un des plus grands festivals de chanson amateure au monde, chef-d'œuvre du patrimoine oral et immatériel de l'humanité de l'Unesco. Il se tient tous les cinq ans à la Place de la chanson de Tallinn, en même temps que le festival estonien de la Danse.

## Histoire
La tradition de la fête du chant commence au xixe siècle avec le réveil national de l'Estonie. C'est une grande fête avec de nombreux chanteurs, chœurs, orchestres et spectateurs.
La première fête du chant pan-estonien a lieu à Tartu du 18 au 20 juin 1869. L'initiateur de cette idée est Johann Voldemar Jannsen et l'organisateur de la première fête est le théâtre de Vanemuine. Quatre orchestres et 878 chanteurs participent à cette fête, qui attire 15 000 spectateurs.
À partir de sixième édition, le festival déménage à Tallinn. La tradition de l'organiser tous les cinq ans ne débute qu'à partir de la première indépendance de l'Estonie. 
De nos jours, environ trente mille chanteurs et musiciens participent à cette fête devant un public de 200 000 personnes. La place de la chanson de Tallinn, est construite lors de la quinzième édition (1960). 
Avec le succès grandissant du festival, la quantité de chœurs augmente et il y a plus de chanteurs que la scène ne peut supporter. Pour choisir les meilleurs chœurs, deux concours sont désormais organisés. L'organisateur de la fête est la Fondation de la Fête du Chant et de la Danse estonienne.